# Номија
Номија је у грчкој митологији било име више личности.

## Митологија
1. Номија је била Ореада, Епимелијада или Најада са истоимене планине у Аркадији, на југу Грчке. Сматра се да је планина добила назив по њој. Антички грчки сликар Полигнот је насликао девојку Калисто како одмара ноге у Номијином крилу. То указује да је Номија могла бити супруга краља Ликаона и мајка ове девојке, или макар њена дадиља или пратиља. Такође је вредно помена да је Ликаонов град Ликосаура био смештен у равници између планина Номије и Ликаја. Према другим изворима, краљева супруга је била Нонакрида, нимфа „од девет извора“.[1]
2. Номија је била једна од могућих Најада која је била заљубљена у Дафнида и успела је да од њега измами обећање да ће јој бити веран. У супротном, запретила му је да ће ослепети. Он је дуго одолевао бројним искушењима, али је на крају ипак преварио нимфу са принцезом Химером. Она га је зато ослепела или претворила у камен.[2]